# Leon Skibiński

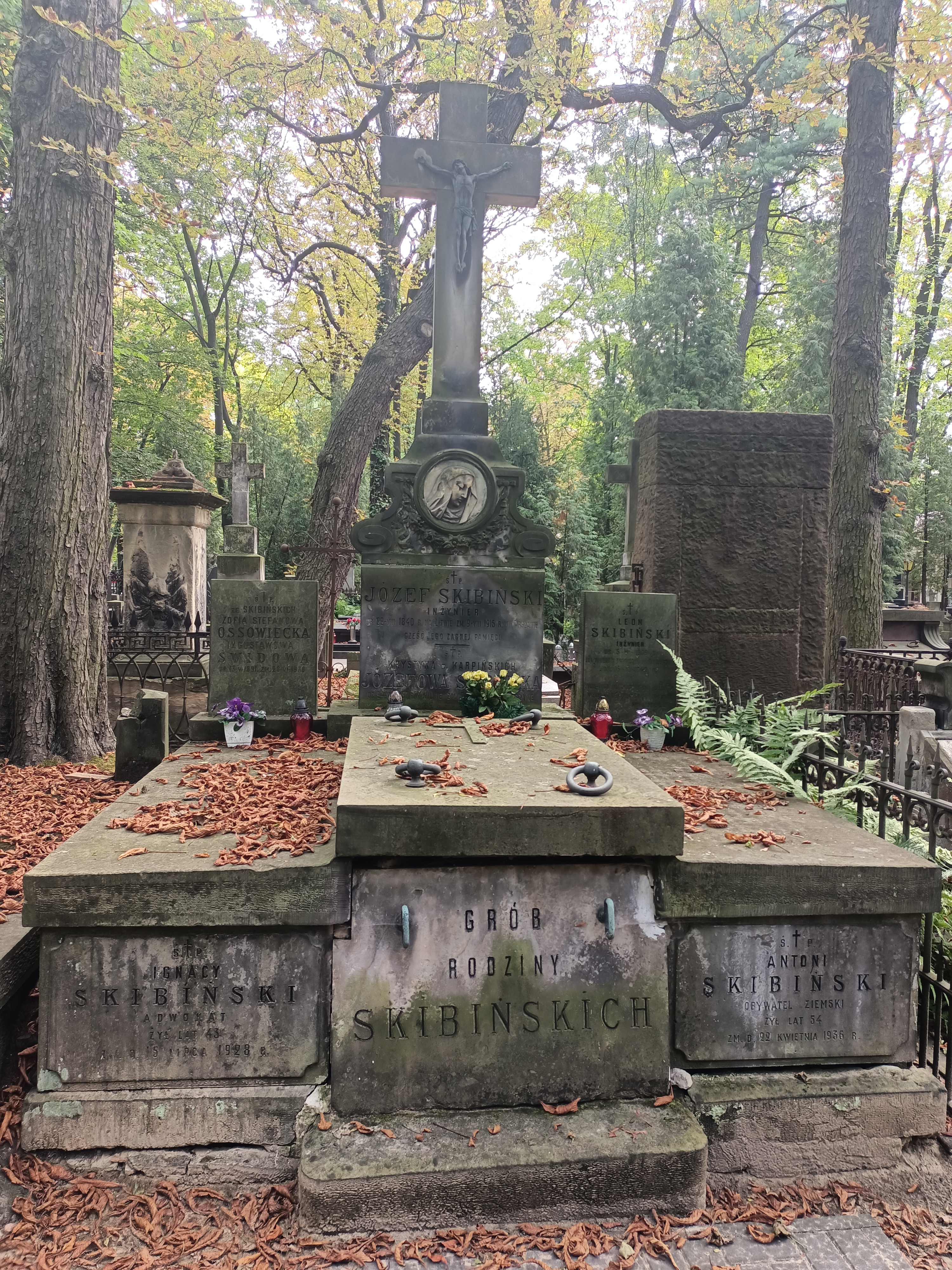
Nagrobek Leona Skibińskiego na Cmentarzu Powązkowskim

Leon Wincenty Wacław Skibiński (ur. 5 kwietnia 1879 w Dąbrowie Górniczej – zm. 16 grudnia 1945 w Białogonie) – inżynier technolog, właściciel Zakładów Białogońskich pod Kielcami, działacz społeczny.

## Życie
Ukończył studia w Instytucie Technologicznym w Petersburgu (1906). Podczas studiów związany ze Związkiem Młodzieży Polskiej (Zet). Po studiach pracował w należącej do państwa Odlewni Żelaza w Białogonie, wydzierżawionej przez jego ojca Józefa w 1898 od rządu rosyjskiego na lat trzydzieści za cenę 3 500 rubli rocznie. Po objęciu w 1908 kierownictwa fabryki w Białogonie rozpoczął jej gruntowną modernizację oraz poszerzenie profilu produkcji. Zrekonstruował wówczas gruntownie warsztaty mechaniczne, zastępując większość przestarzałych obrabiarek nowoczesnym parkiem maszynowym, wybudował dwa nowe żeliwiaki na koks i odlewnię sztorcową, a koła wodne jako źródło energii napędowej zastąpił turbiną wodną systemu Francisa, poszerzając jednocześnie powierzchnię akwenu, który dostarczał teraz turbinie siłę o mocy 50 KM. Po wykupie przez niego zakładów fabryka otrzymała nazwę „Zakłady Mechaniczne, Odlewnia, Fabryka Maszyn i Narzędzi Rolniczych”. W 1912 uruchomił własną małą elektrownię fabryczną z której doprowadzano oświetlenie także do części osady Białogon oraz utworzył biuro handlowe w Warszawie. W efekcie tych zmian jego zakład stał się w Okręgu Staropolskim największym w tej branży przedsiębiorstwem. Asortyment jego obejmował: odlewy żeliwne, kuchenne i maszynowe, windy, pompy mechaniczne i maszyny pomocnicze, rury stojąco lane, rury zlewowe, proste maszyny i narzędzia rolnicze, a po 1920 także paleniska, ruszty kotłowe i parowozowe oraz rury wodociągowe i latarnie miejskie. W 1913 zakład Skibińskiego zatrudniał już 250 robotników i produkował towary o wartości 300 tysięcy rubli docierające do odbiorców nie tylko w Królestwie Polskim ale także w Galicji i na rynek rosyjski. Jako właściciel fabryki wykazywał wiele uwagi do warunków bytu zatrudnianych przez niego robotników. W 1907 otworzył szkołę przyfabryczną wraz z ochronką, które służyły także dzieciom niepracowniczych rodzin, a następnie założył bibliotekę zakładową z czytelnią, orkiestrę dętą, chór, teatr amatorski. Dla pracowników i ich dzieci organizował zabawy i wycieczki.
Przyczynił się także do rozbudowy osady w Białogonie, m.in. otwierając w 1910 pierwszą ogólnie dostępną łaźnię parową oraz ściągając do osady na stałe lekarza.  Był także fundatorem niewielkiego drewnianego kościoła w stylu podhalańskim w Białogonie. W 1907 założył Stowarzyszenie Spółdzielcze „Ogniwo” w Białogonie, jedną z pierwszych spółdzielni "Społem" w Kongresówce. Był także współzałożycielem i następnie długoletnim prezesem Towarzystwa Kredytowego w Białogonie.
Podczas pierwszej wojny światowej był dyrektorem kieleckiej filii Polskiej Centrali Zbożowej w Lublinie. W tym czasie był członkiem Komisji Nadzorczej Krajowej Rady Gospodarczej w Lublinie. Był organizatorem Komitetu Opiekuńczego i Komitetu Aprowizacyjnego w Białogonie. Działał także w Ochotniczej Straży Ogniowej.
W okresie międzywojennym jego zakłady przeżywały stagnację,  głównie z powodu niemożności uzyskania poważnych kredytów na dalszą modernizację techniczną. Po1920 większość czasu spędzał w Warszawie, gdzie zabiegał o rynki zbytu i kredyty. W latach 30. wartość produkcji Zakładów w Białogonie spadla nawet z 1,4 mld zł. do 300 tys. zł, przy stałym zatrudnianiu ok. 150 pracowników i kapitale zakładowym 300 tys. zł. W I. 1929-34 S. był także członkiem zarządu Spółki Akcyjnej Warszawskiej Fabryki Masowych Wyrobów Blaszanych "Tłocznia".
Zamordowany w napadzie bandyckim w Białogonie. Pochowany na warszawskich Powązkach (kwatera 12, rząd 4, miejsce 12-13). Napis na grobowcu głosi Życie jego pracą było dla bliźnich. niech w chwale bożej znajdzie odpoczynek.

### Upamiętnienie
Jego imię nosi od 1984 ulica na Białogonie - dzielnicy Kielc

## Życie prywatne
Urodził się w rodzinie inteligenckiej, syna dyrektora kopalni "Ulisses" w Dąbrowie Górniczej Józefa (1840-1915) i Krystyny Franciszki z Karpińskich(1857-1940). Jego braćmi był ziemianin Antoni Skibiński (1882–1936) i adwokat Ignacy Skibiński (1885–1928) zaś siostrą Zofia Maria (1891-1970) żona Gustawa Konstantego Świdy (1886-1970) a potem Stefana Ossowieckiego (1877-1944). Ożenił się z Ireną z Kuszelewskich (1890-1967). Małżeństwo było bezdzietne.